# Ядзава Тацуя
Тацуя Ядзава (яп. 谷澤 達也, нар. 3 жовтня 1984, Сідзуока) — японський футболіст, півзахисник клубу «Сагаміхара».
Виступав, зокрема, за клуб «Касіва Рейсол», а також молодіжну збірну Японії.

## Клубна кар'єра
У дорослому футболі дебютував 2003 року виступами за команду клубу «Касіва Рейсол», в якій провів п'ять сезонів, взявши участь у 116 матчах чемпіонату.  Більшість часу, проведеного у складі «Касіва Рейсол», був основним гравцем команди.
Згодом з 2008 по 2017 рік грав у складі команд клубів «ДЖЕФ Юнайтед», «Токіо» та «Матіда Зельвія».
До складу клубу «Сагаміхара» приєднався 2018 року. 

## Виступи за збірну
2003 року залучався до складу молодіжної збірної Японії. У її складі був учасником молодіжного чемпіонату світу 2003 року.

## Титули і досягнення
- Володар Кубка Імператора Японії (1):

«Токіо»: 2011